# Fort Sumter

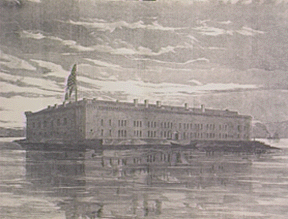
Fort Sumter antes del bombardeo.

Fort Sumter, en español Fuerte Sumter, es una guarnición en una isla costera del océano Atlántico a la entrada de la bahía de Charleston (Carolina del Sur). La construcción recibe su nombre del general Thomas Sumter (1734-1832) considerado un héroe de la Guerra de Independencia de los Estados Unidos.
Su importancia histórica radica en que fue allí donde tuvo lugar la primera batalla de la guerra de Secesión el 13 de abril de 1861. El 28 de abril de 1948 el Congreso de los EE. UU. estableció la fortificación como monumento nacional.

## Historia

### El Fuerte Sumter hasta la Guerra Civil
Hacia el final de la guerra anglo-estadounidense de 1812 entre los Estados Unidos y el Reino Unido los primeros erigieron una serie de fortificaciones en la costa atlántica. Los trabajos de construcción del Fort Sumter empezaron en 1829. Sin embargo, al empezar la guerra en 1861 todavía estaba inacabado.
Para su construcción se emplearon más de 70.000 toneladas de granito de Nueva Inglaterra. A causa de la situación de la isla y el fuerte, desde allí se podía controlar fácilmente todo el tráfico marítimo que entraba y partía del estado. La forma exterior del fuerte describía un pentágono irregular de entre 170 a 190 pies de lado (aprox. 51 a 58 metros). La fortificación original estaba dotada de muros de 5 pies (aprox. 1,5 metros). El fuerte fue diseñado para albergar hasta 650 hombres y 135 cañones en tres pisos.

### El Fuerte Sumter en la Guerra Civil
Aunque en el curso de la guerra de Secesión muchos estados abandonaron la unión tras la declaración de secesión de Carolina del Sur, el Ejército de los Estados Unidos mantenía importantes posiciones estratégicas en los estados del sur. El de Charleston era uno de los pocos puertos de aguas profundas de los confederados, así que desempeñaba un papel muy importante. Seis días después de que Carolina del Sur declarase su secesión de la Unión, el mayor Robert Anderson trasladó en secreto sus tropas (127 hombres) desde el indefendible Fort Moultrie al Fuerte Sumter. 
Durante los siguientes meses se hicieron numerosas llamadas a la capitulación del fuerte a las que los unionistas no accedieron. Las tropas confederadas del general P. G. T. Beauregard abrieron fuego de artillería y morteros el 12 de abril a las 4:30 horas desde los fuertes cercanos (Fort Moultrie, Fort Johnson y Cummings Point). El bombardeo duró más de 30 horas.

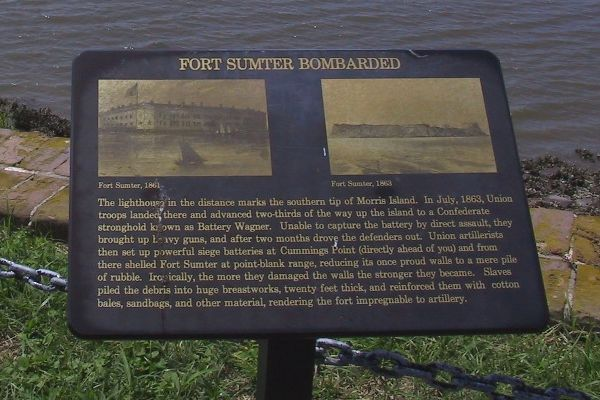
Fort Sumter antes y tras el bombardeo.

El 13 de abril por la tarde, el Comandante Anderson rindió el fuerte, evacuando a sus hombres al día siguiente. No hubo bajas entre los defensores durante el bombardeo, sin embargo, un artillero murió y otros tres resultaron heridos cuando explotó uno de los cañones que estaban realizando una salva de saludo durante la evacuación.
Este episodio fue el primer acto de la guerra de Secesión.

## El Fuerte Sumter tras la Guerra Civil
Tras la guerra, Fort Sumter había quedado en ruinas. Se iniciaron los trabajos para reconstruir completamente, pero finalmente sólo se reconstruyó parcialmente. Desde 1876 la isla no fue más que la localización de un faro. Sin embargo, en 1898, a causa del efecto de la guerra hispano-estadounidense (25 de abril de 1898 hasta el 12 de agosto de 1898) se le volvió a dar uso militar.
En 1898 se empezó a hacer una construcción de cemento sobre las ruinas históricas del fuerte, que se poblarían de tropas y artillería en ambas guerras mundiales, aunque no fueron escenario de ningún conflicto militar.

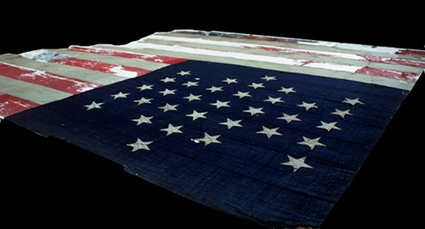
La bandera que ondeaba durante el bombardeo.

### El Fuerte Sumter en la actualidad
Desde 1948 Fort Sumter es un monumento nacional a cargo del Servicio de Parques Nacionales estadounidense. La construcción de cemento Battery Huger todavía está en pie y alberga un centro para las visitas y un museo. En el museo se encuentra la bandera que ondeaba durante los bombardeos de 1861.
Se puede llegar al monumento nacional en un barco que parte de Charleston. El trayecto hasta la isla dura aproximadamente media hora.